# FORMOSAT-5
FORMOSAT-5 — оптический спутник дистанционного зондирования Земли, созданный Национальной космической организацией Тайваня (NSPO). Это первый тайваньский спутник такого типа, разработанный и построенный полностью на основе собственных технологических и производственных ресурсов, без привлечения зарубежных подрядчиков.
Спутник предназначен для выполнения снимков поверхности Земли в высоком пространственном разрешении, которые будут использоваться правительством Тайваня для обеспечения национальной безопасности, проведения научных исследований, мониторинга окружающей среды, предупреждения стихийных бедствий и борьбы с их последствиями. Аппарат продолжит работу спутника FORMOSAT-2, запущенного в 2004 году и завершившего свою деятельность в августе 2016-го.
Космическая платформа, производства NSPO, имеет форму восьмиугольного цилиндра высотой 2,8 м и диаметром 1,6 м. Масса аппарата, с полезной нагрузкой и топливом, составляет 475 кг. Два крыла арсенид-галлиевых солнечных батарей обеспечивают до 280 Вт электроэнергии. Для орбитального маневрирования установлена система из 4 миниатюрных газовых сопел, которые используют для своей работы сжатый азот. Ожидаемый срок службы спутника — не менее 5 лет.
Основной полезной нагрузкой спутника является телескоп диаметром 45 см, позволяющий выполнять чёрно-белые снимки с разрешением до 2 метров и цветные (мультиспектральные) снимки с разрешением до 4 м. Полоса захвата съёмки составляет 24 км. Инструмент был создан с привлечением консорциума тайваньских компаний и исследовательских институтов.
Также на спутник установлена аппаратура для исследования плазмосферы и ионосферы Земли. Одной из областей исследования является влияние тектонических процессов на изменение состояния ионосферы, что может стать способом определения приближающегося землетрясения.
Спутник будет работать на солнечно-синхронной орбите высотой 720 км с наклонением орбиты 98,28°.
Разработка спутника началась в 2005 году и сопровождалась различными техническими сложностями и задержками, которые сказались на сроках его запуска. В 2010 году было подписан контракт с компанией SpaceX на запуск спутника FORMOSAT-5 в 2013 году с помощью ракеты-носителя лёгкого класса Falcon 1e. В дальнейшем SpaceX отменила разработку данной ракеты и перенесла запуск спутника на бо́льшую ракету-носитель Falcon 9. Из-за проблем с готовностью спутника, запуск переносился на 2014, затем на 2015 и 2016 год. В мае 2016 спутник прошёл предполётное тестирование и запуск был назначен на сентябрь, но авария Falcon 9 на площадке стартового комплекса SLC-40 привела к очередной отсрочке запуска. Планировалось, что вместе с FORMOSAT-5, в качестве второстепенной полезной нагрузки, будут запущены около 90 малых спутников компании-агрегатора Spaceflight Industries, но задержки вынудили компанию перенести запуск этих спутников на другие ракеты. FORMOSAT-5 станет самой лёгкой полезной нагрузкой, запущенной ракетой-носителем Falcon 9.
Запуск состоялся 24 августа 2017 года, в 18:51 UTC, со стартового комплекса SLC-4E, расположенного на территории авиабазы Ванденберг. Спутник отделился на орбите спустя 11 минут после старта. Первая ступень ракеты-носителя Falcon 9 осуществила успешную посадку на плавающей платформе «Just Read the Instructions».